# Aimé De Gendt
Aimé De Gendt (Aalst, 17 giugno 1994) è un ciclista su strada belga che corre per il team Cofidis; è professionista dal 2016.

## Palmarès

### Strada
- 2011 (Juniores)

2ª tappa Sint-Martinusprijs Kontich (Kontich > Kontich)
Classifica generale Sint-Martinusprijs Kontich
- 2012 (Juniores)

Campionati belgi, Prova a cronometro Juniores
Omloop der Vlaamse Gewesten
- 2013 (EFC-Omega Pharma-Quick-Step, una vittoria)

4ª tappa Tour du Pays Roannais
- 2014 (EFC-Omega Pharma-Quick-Step, tre vittorie)

Tweedaagse van de Gaverstreek
4ª tappa Tour de la Province de Namur
Grand Prix de la Magne
- 2015 (EFC-Omega Pharma-Quick-Step, tre vittorie)

3ª tappa Triptyque Ardennais (Beyne-Heusay > Beyne-Heusay)
Classifica generale Triptyque Ardennais
Classifica generale Tour de Moselle
- 2019 (Wanty-Gobert Cycling Team, una vittoria)

Antwerp Port Epic

#### Altri successi
- 2011 (Juniores)

2ª tappa Sint-Martinusprijs Kontich (Kontich, cronosquadre)
- 2016 (Topsport Vlaanderen-Baloise)

Classifica scalatori Post Danmark Rundt
- 2017 (Topsport Vlaanderen-Baloise)

Classifica combattività Tour of Oman

## Piazzamenti

### Grandi Giri
- Giro d'Italia

2022: 105º
- Tour de France

2019: 136º

### Classiche monumento
- Milano-Sanremo

2020: 21º
2021: 46º
2023: 93º
- Giro delle Fiandre

2018: ritirato
2019: 37º
2021: 34º
2022: 27º
2023: ritirato
2024: ritirato
2025: 28º
- Parigi-Roubaix

2021: ritirato
2024: 104º
2025: ritirato
- Liegi-Bastogne-Liegi

2017: 150º

### Competizioni europee
- Campionati europei

Tartu 2015 - Cronometro Under-23: 33º
Tartu 2015 - In linea Under-23: 44º
Monaco di Baviera 2022 - In linea Elite: 79º